# Christian August Günther (Künstler)
Christian August Günther (* 4. Juni 1760 in Pirna; † 8. März 1824 in Dresden) war ein deutscher Maler, Zeichner und Kupferstecher.

## Leben
Christian August Günther war der Sohn eines Kaufmanns aus Pirna und entwickelte bereits in seiner Jugend eine ausgeprägte Neigung zur Malerei.

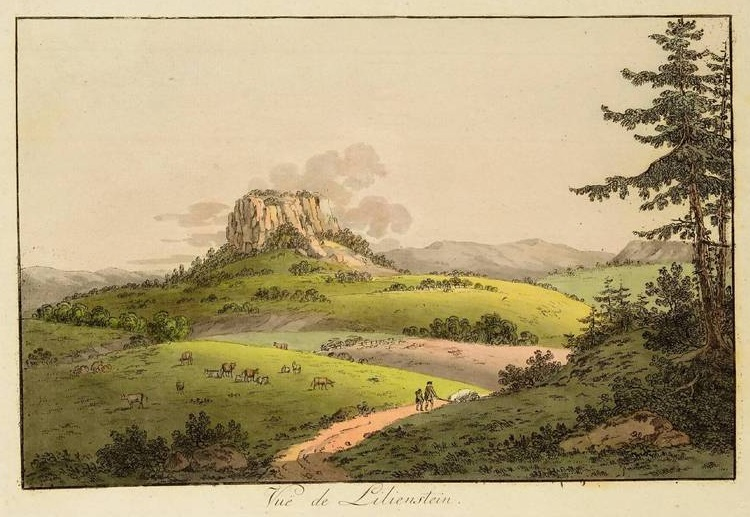
Der Lilienstein in der Sächsischen Schweiz

Er war an der Dresdner Kunstakademie ein Schüler von Adrian Zingg, der ihn acht Jahre lang im Zeichnen, Radieren und Kupferstechen unterrichtete.
Durch seine leicht und breit dargestellten landschaftlichen Zeichnungen und Gouachemalereien zog er bereits früh die Aufmerksamkeit von Kunstfreunden auf sich. Er wurde durch den Konferenzminister Graf Detlev Carl von Einsiedel, der seine Güter Ehrenberg und Wolkenburg zeichnen ließ, sowie durch den als Sammler bekannten Herzog Albert von Sachsen-Teschen beschäftigt. Er gab auch noch einige Jahre Privatunterricht in einigen Familien, allerdings gab er dieses wieder auf, weil es zu zeitraubend war.
Aufgrund seines künstlerischen Erfolgendes wurde er bereits 1789 Pensionär der Akademie der bildenden Künste in Dresden.
1810 ernannte ihn die Dresdner Kunstakademie zum Mitglied und 1815 zu deren außerordentlichem Professor der Kupferstecherkunst. Günther war Mitglied der Dresdner Freimaurerloge Zum goldenen Apfel.
Er war während seines Schaffens mit Johann Christian Reinhart, Johann Conrad Gessner (1764–1824), später mit Johann Gottlob Schumann (1761–1810), Anton Graff, Joseph Grassi, Crescentius Josephus Johannes Seydelmann und Giuseppe Canale (1725–1802) sowie dem Professor Wilhelm Gottlieb Becker und Karl August Böttiger in Weimar bekannt.
Christian August Günther war verheiratet mit einer Schwester des Dresdner Rechtskonsulenten von Siegel, mit der er zwei Töchter hatte.

### Künstlerisches Wirken
In seinen Zeichnungen und Radierungen sind die Hinweise auf die stilistische Herkunft von Adrian Zingg unverkennbar, diese sind jedoch stärker ornamenthaft. In seinen Zeichnungen aus den 1790er Jahren für Herzog Albert ist bereits sein romantisches Landschaftsempfinden deutlich erkennbar.
Er lieferte Stiche nach Jacob van Ruisdael, Philips Wouwerman, Christian Wilhelm Ernst Dietrich, Johann Christian Klengel, Gottlob Friedrich Thormeyer und Christian Leberecht Vogel.

## Werke  (Auswahl)

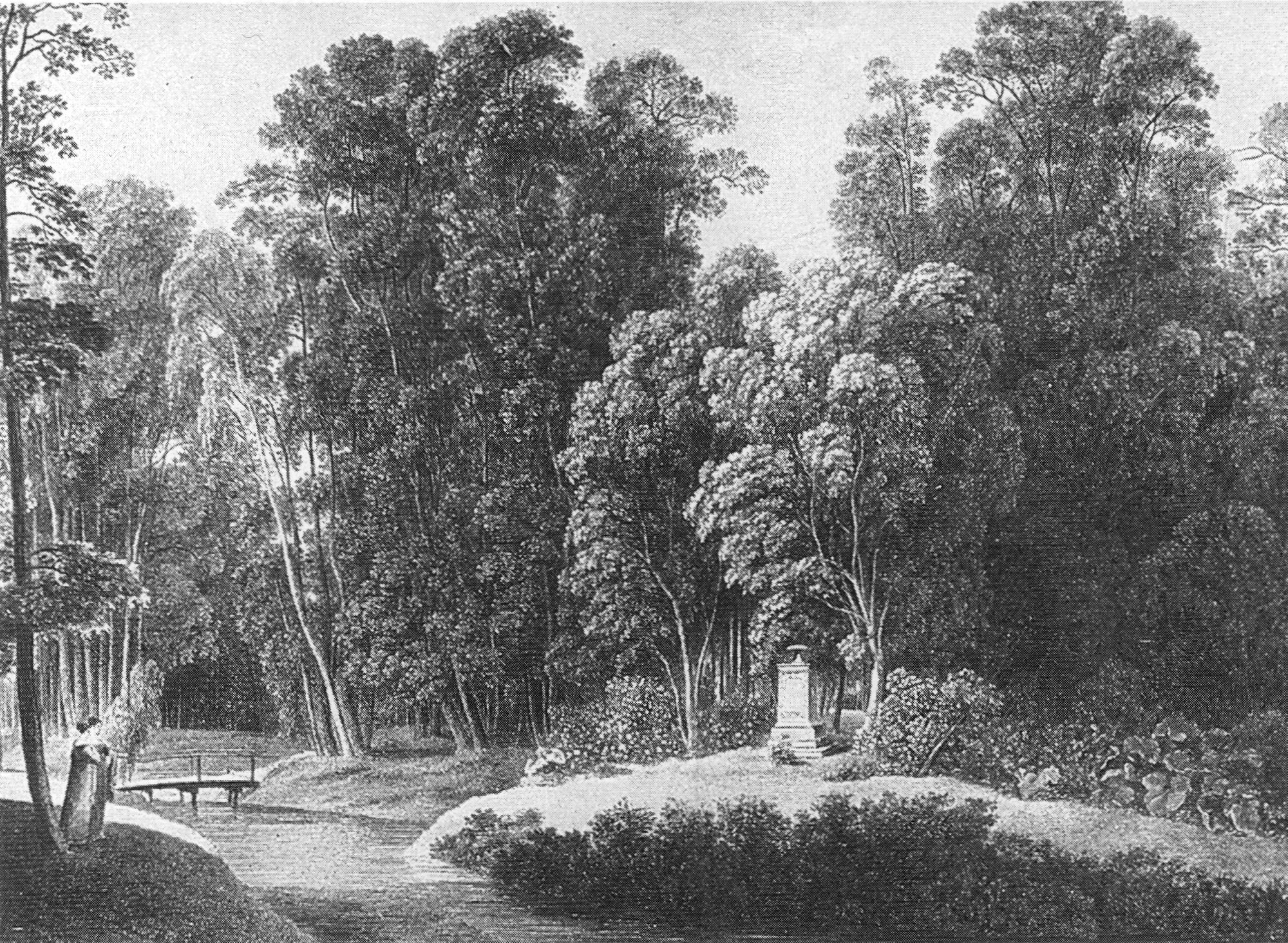
Luiseninsel mit Luisenstein

1794 lieferte Christian August Günther Ansichten aus dem Wörlitzer Park bei Dessau an die Chalkographische Gesellschaft. Weiter schuf er Ansichten der Meißner Albrechtsburg, der Festung Königstein, des Liliensteins, des Schlosses Pillnitz, der Orte Seiffersdorf, Loschwitz, Potschappel, Tharandt und Leipzig sowie von Gegenden im Harz.
Er illustrierte mehrere Reisebeschreibungen, darunter Friedrich Christian Schlenkerts Tharand und die vier Hefte Pitoreskische Reisen durch Sachsen oder Naturschönheiten sächsischer Gegenden von Johann Jakob Brückner (1762–1811) mit 48 Radierungen.